# ارکی لهتونن
ارکی لهتونن (فنلاندی: Erkki Lehtonen؛ زادهٔ ۹ ژانویهٔ ۱۹۵۷) بازیکن هاکی روی یخ اهل فنلاند بود.